# Emmanuel Moire
Emmanuel Moire (Le Mans, 16 de junho de 1979) é um cantor e artista eclético francês. Membro do elenco do músical Le Roi Soleil, onde desde 2004 ele interpreta Luís XIV.

## Carreira
Emmanuel lançou seu primeiro álbum solo em 13 de novembro de 2006 o qual intitulou Là où je pars. "Le Sourire" foi seu primeiro single.
Em 2006 foi indicado pela música "Je fais de toi mon essentiel" ao NRJ Awards (prêmio da música francesa) na categoria Chanson Francophone de l'année (Canção francesa do ano), mas não levou o prêmio, que foi concedido ao jovem cantor M. Pokora com a música "Elle me controle".
Ainda em 2006 Emmanuel participou na canção "L'Or de nos vies" (escrita pelo grupo francês Kyo) no projeto "Fight Aids (Luta pela Aids)" junto a outros artistas franceses como Corneille, Kyo, Jenifer, Têtê, M. Pokora, Anggun, Roch Voisine, Leslie, Emma Daumas, Tété, Bénabar, Amel Bent, Patrick Bruel, dentre outros. A música e o clip foram tão bem aceitos pelo público francês, que concorreu no NRJ de 2007 na categoria "Groupe/duo/troupe francophone" (Grupo/dupla/trio francófono). A premiação ocorreu no dia 20 de janeiro de 2007.
Moire saiu como gay na revista francesa LGBT Têtu em outubro de 2009. Nessa entrevista ele disse: "Eu espero viver uma vida discreta e normal. Estou em paz comigo mesmo."

## Discografia

### Álbuns
- 2006: Là Où Je Pars

1. Celui Que J'Étais

2. Le Sourire 

3. Je Vis Deux Fois 

4. Là Où Je Pars 

5. Ça Me Fait Du Bien 

6. Rien Ni Personne

7. La Femme Qu'Il Me Faut 

8. La Fin 

9. Si C'Était Ça La Vie 

10. Plus Que Jamais 

11. Merci (Avec Claire Joseph) 

12. Le Sourire (Version Acoustique) 

13. Si C'Était Ça La Vie (Version Acoustique)
- 2009: L'Équilibre

1. Suite Et Fin

2. Adulte Et Sexy

3. L'Adversaire

4. Sans Dire Un Mot

5. Mieux Vaut Toi Que Jamais

6. Dis-Moi Encore

7. Promis

8. L'Attraction

9. Sois Tranquille

10. Habillez Moi

11. Retour À La Vie

### Singles

#### Com Le Roi Soleil
- Être À La Hauteur
- Je Fais De Toi Mon Essentiel
- Tant Qu’On Rêve Encore / Un Geste De Vous
- La vie passe

#### Solo
- Le sourire
- Ça me fait du bien
- Là où je pars
- Si c'était ça la vie
- Adulte & Sexy
- Sans dire un mot
- Promis